# Fabronia rehmannii
Fabronia rehmannii là một loài Rêu trong họ Fabroniaceae. Loài này được Müll. Hal. miêu tả khoa học đầu tiên năm 1899.